# Whatever People Say I Am, That's What I'm Not
Whatever People Say I Am, That's What I'm Not é o álbum de estreia da banda Arctic Monkeys, de Sheffield, Inglaterra, e foi lançado em 23 de janeiro de 2006. Ele foi gravado nos Chapel Studios, em Lincolnshire, antes da primeira turnê da banda. Tornou-se o álbum de estreia vendido mais rapidamente no Reino Unido, com 360.000 cópias somente na primeira semana. É disco de platina quádruplo e ganhador do Mercury Prize de 2006 no Reino Unido.

## Título
O título do álbum foi tirado de uma fala do filme Saturday Night and Sunday Morning, estrelado por Albert Finney. O título foi escolhido após Turner reconhecer similaridades entre as duas obras e a apropriação do nome. Ele disse que "é bom porque o livro é chamado Saturday Night and Sunday Morning e é tipo o que o álbum é, então há uma conexão aí. E também, há muitas pessoas dizendo várias coisas sobre nós e não temos controle sobre isso." Ele também disse que "canções como 'The View from the Afternoon', 'Dancing Shoes', 'Still Take You Home' e 'From the Ritz to the Rubble' todas falam sobre essa parte do fim de semana e descrevem o mesmo personagem".

## Capa do álbum
A imagem na capa do álbum é uma foto de Chris McClure, um amigo da banda, frontman da banda The Violet May e irmão de Jon McClure dos
Reverend and the Makers. A foto foi tirada nas primeiras horas da manhã em um bar de Liverpool chamado Korova depois da banda ter dado a ele, seu primo e seu melhor amigo "setenta libras esterlinas para gastar numa saída". A imagem causou controvérsias quando o responsável do NHS da Escócia criticou a capa por "reforçar a ideia de que fumar é bom". O empresário da banda negou a acusação dizendo que, na verdade, a capa sugeria o oposto: "Você pode ver pela imagem que fumar não está fazendo maravilhas a ele".

## Faixas
Todas as letras escritas por Alex Turner exceto as indicadas, todas as músicas compostas por Arctic Monkeys.
| N.º | Título                                                                         | Duração |  |
| 1.  | "The View from the Afternoon"                                                  | 3:38    |  |
| 2.  | "I Bet You Look Good on the Dancefloor"                                        | 2:53    |  |
| 3.  | "Fake Tales of San Francisco"                                                  | 2:57    |  |
| 4.  | "Dancing Shoes"                                                                | 2:21    |  |
| 5.  | "You Probably Couldn't See for the Lights but You Were Staring Straight at Me" | 2:10    |  |
| 6.  | "Still Take You Home" (Turner, Jamie Cook)                                     | 2:53    |  |
| 7.  | "Riot Van"                                                                     | 2:14    |  |
| 8.  | "Red Light Indicates Doors Are Secured"                                        | 2:23    |  |
| 9.  | "Mardy Bum"                                                                    | 2:55    |  |
| 10. | "Perhaps Vampires Is a Bit Strong But..."                                      | 4:28    |  |
| 11. | "When the Sun Goes Down"                                                       | 3:20    |  |
| 12. | "From the Ritz to the Rubble"                                                  | 3:13    |  |
| 13. | "A Certain Romance"                                                            | 5:31    |  |

## Paradas musicais
| Críticas profissionais | Críticas profissionais |
| Avaliações da crítica  | Avaliações da crítica  |
| Fonte                  | Avaliação              |
| ---------------------- | ---------------------- |
| Allmusic               | link                   |

| Paradas (2006)                      | Melhor posição |
| ----------------------------------- | -------------- |
| Reino Unido (UK Albums Chart)       | 1              |
| Alemanha (Media Control Charts)     | 2              |
| Austrália (ARIA Charts)             | 1              |
| Áustria (Ö3 Austria Top 40)         | 3              |
| Bélgica (Ultratop)                  | 3              |
| Canadá (Canadian Albums Chart)      | 6              |
| Dinamarca (Tracklisten)             | 2              |
| Finlândia (Suomen virallinen lista) | 8              |
| Irlanda (Irish Albums Chart)        | 1              |
| Nova Zelândia (RIANZ)               | 1              |
| França (SNEP)                       | 1              |
| Japão (Oricon)                      | 3              |
| Países Baixos (MegaCharts)          | 1              |
| Suíça (Schweizer Hitparade          | 1              |
| Suécia (Sverigetopplistan)          | 2              |
| Itália (FIMI)                       | 4              |
| Estados Unidos (Billboard 200)      | 24             |